# Атануа
Атануа, или Атанеа (Atanua) — в полинезийской мифологии, прежде всего Маркизских островов и островов Общества во Французской Полинезии, богиня рассвета и жена верховного божества Атеа. Её сыном был первый человек, Ту-Меа. Согласно представлениям древних маркизцев, сотворила моря после самопроизвольного аборта и заполнила их амниотической жидкостью.